# Kannapolis
Kannapolis ist eine City, die zum Teil im Cabarrus County und teilweise im Rowan County im US-Bundesstaat North Carolina liegt. Im Jahr 2020 wurden 53.114 Einwohner gezählt.

## Geographie
Die nächstgelegene Großstadt Charlotte befindet sich ca. 30 Kilometer entfernt im Südwesten. Der Interstate-85-Highway tangiert Kannapolis im Süden.

## Geschichte
Im Jahr 1906 erwarb der Unternehmer J.W. Cannon Grund und Boden in der Region und eröffnete 1908 eine Textilfabrik. Der Name des Ortes wurde in Anlehnung an die Cannon Mills Company gewählt. Bereits 1914 galt die Fabrik als weltgrößter Produzent von Handtüchern und Bettwäsche. Sie wurde 1982 von dem Unternehmer David Murdock gekauft. Als Kannapolis im Jahr 1984 als "city" eigenständig wurde, arbeiteten rund 30.000 Menschen in der Textilfabrik. 1997 wurde sie von der Pillowtex Corporation erworben. Die Textilindustrie ist bis zum Anfang des 21. Jahrhunderts ein bedeutender Wirtschaftszweig in der Region geblieben. Aufgrund der Globalisierung mit der Abwanderung der Textilindustrie ins Ausland musste die Fabrik 2003 geschlossen werden.
Als neues Wirtschaftszentrum ließ David Murdock im Jahr 2004 auf dem Gelände der Textilfabrik das North Carolina Research Campus (NCRC) errichten. Dieses ist eine öffentlich-rechtliche Organisation sowie ein privat geführtes Forschungszentrum, das sich auf einem 140-Hektar großen Gelände befindet. Es forscht in Partnerschaft mit verschiedenen privaten Unternehmen, Universitäten und Organisationen des Gesundheitswesens in erster Linie auf den Gebieten Zellbiologie, DNA-Sequenzierung, Stoffwechsel, menschliche Gesundheit und Ernährung sowie Landwirtschaft.
Kannapolis besitzt eine lange Tradition im Automobilrennsport. So sind das Haas F1 Team sowie das Stewart-Haas-Racing-Team in der Stadt angesiedelt.
Architektonisch interessante Gebäude wie das Harvey Jeremiah Peeler House und die North Carolina Music Hall of Fame prägen das Stadtbild.

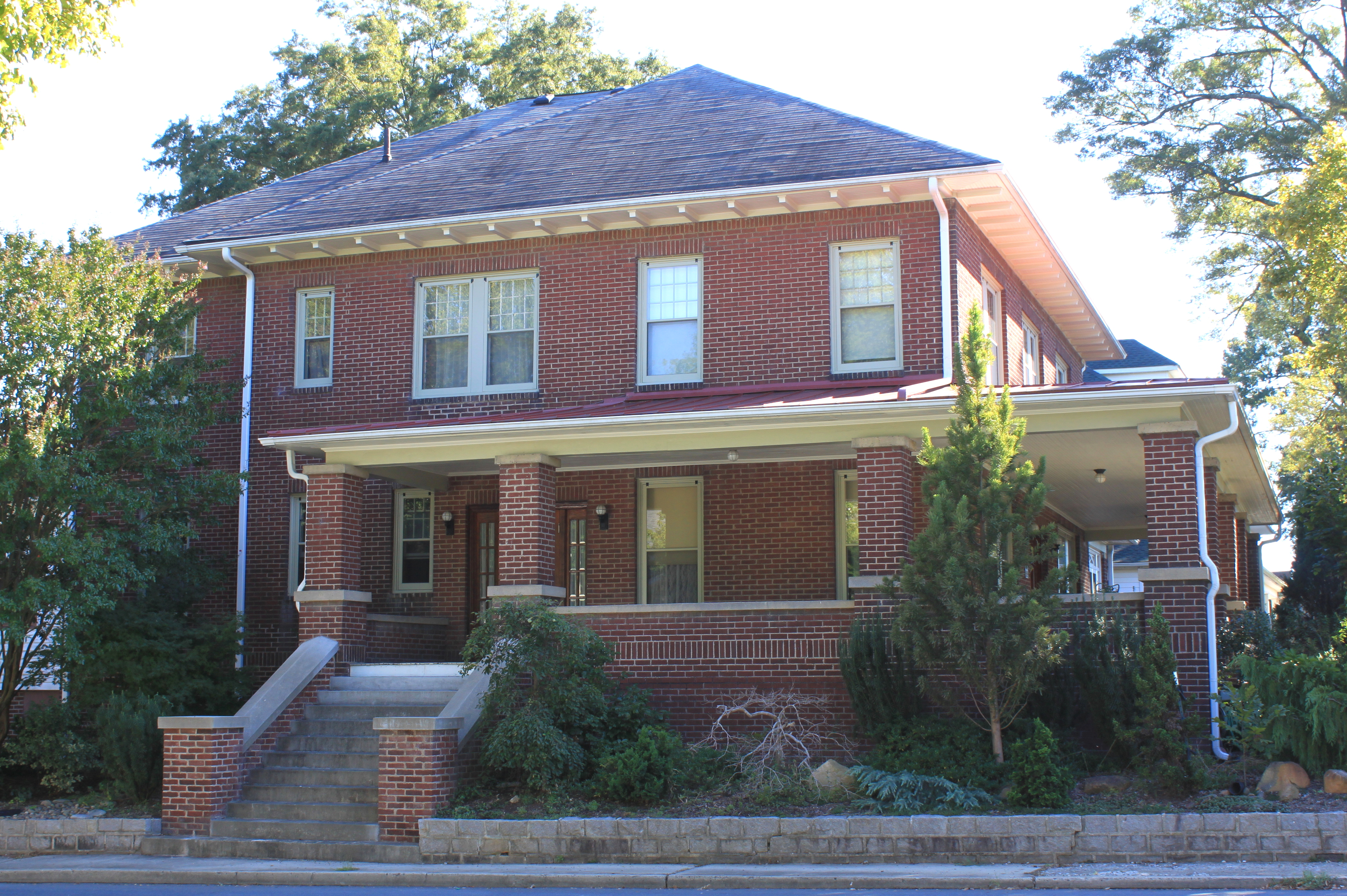
Harvey Jeremiah Peeler House
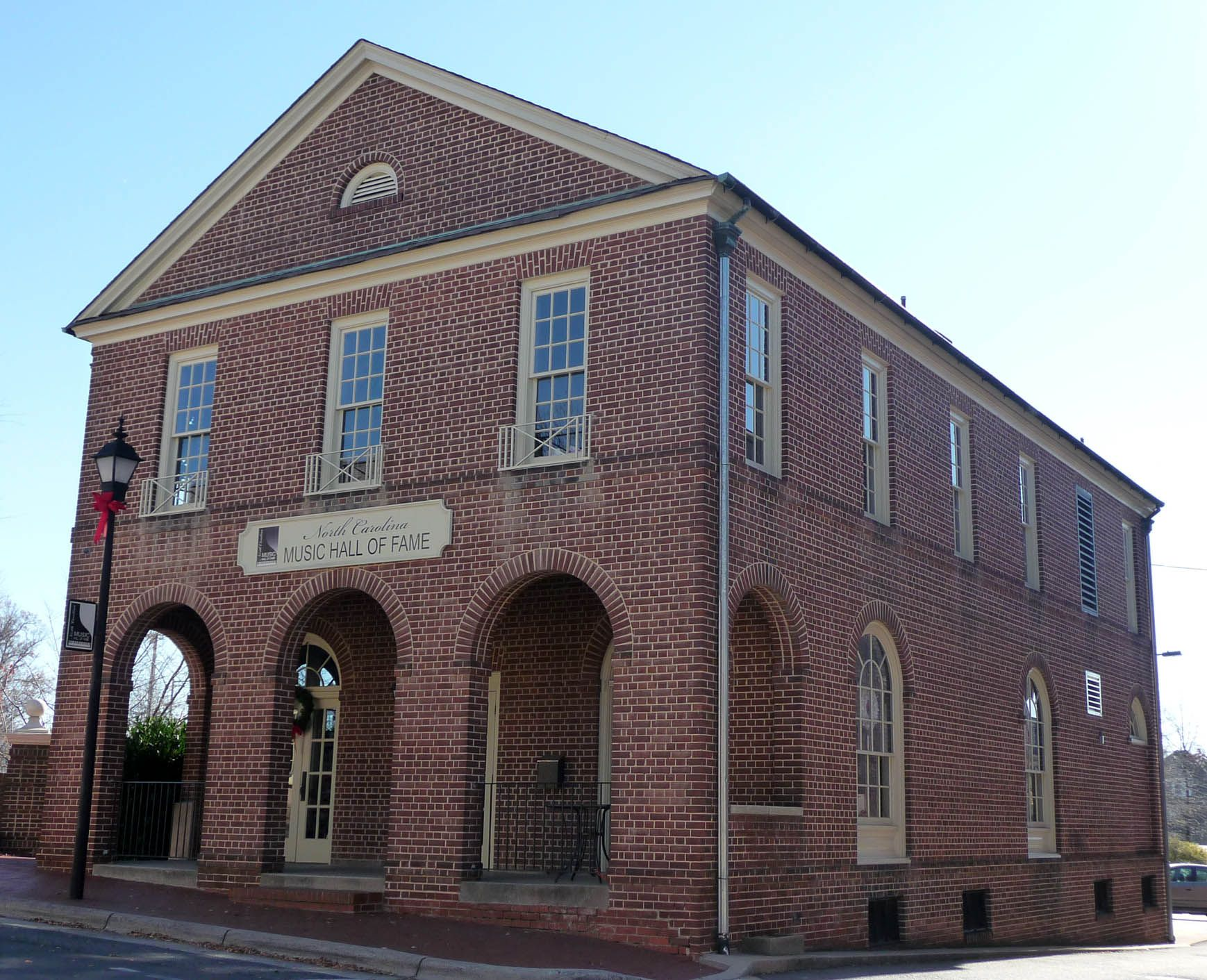
North Carolina Music Hall of Fame

## Demografische Daten
Im Jahr 2014 wurde eine Einwohnerzahl von 45.245 Personen ermittelt, was eine Zunahme um 22,6 % gegenüber dem Jahr 2000 bedeutet. Das Durchschnittsalter der Bewohner lag 2014 mit 37,0 Jahren im Rahmen des Durchschnittswerts von North Carolina, der 37,9 Jahre betrug. 9,9 % der Bewohner gehen auf Einwanderer aus Deutschland zurück. Weitere maßgebliche Zuwanderungsgruppen während der Anfänge des Ortes kamen zu 8,0 % aus England und zu 5,7 % aus Irland.

### Bevölkerungsentwicklung
| Bevölkerungsentwicklung | Bevölkerungsentwicklung | Bevölkerungsentwicklung |
| Jahr                    | Einwohner               | %±                      |
| ----------------------- | ----------------------- | ----------------------- |
| 1990                    | 29.696                  | —                       |
| 2000                    | 36.910                  | 24,3 %                  |
| 2010                    | 42.625                  | 15,5 %                  |
| 2020                    | 53.114                  | 24,6 %                  |

## Söhne und Töchter der Stadt

### Motorsport-Persönlichkeiten
Kannapolis ist der Heimatort der im amerikanischen Tourenwagen-Rennsport (NASCAR) aktiven Familie Earnhardt, dessen berühmtestes Mitglied der siebenmalige Gewinner des Winston Cups Dale Earnhardt war. Ihm zu Ehren wurde eine Straße, der Dale Earnhardt Boulevard benannt. Außerdem wurden Statuen aus Granit und Bronze am Dale Earnhard Plaza aufgestellt und Informationen über ihn sind im Curb Museum for Motorsports and Music verfügbar. Zu den weiteren, ebenfalls in Kannapolis geborenen Familienmitgliedern gehören außerdem:
- Ralph Earnhardt (1928–1973), NASCAR-Rennfahrer, Vater von Dale Earnhardt
- Kerry Earnhardt (* 1969), NASCAR-Rennfahrer, ältester Sohn von Dale Earnhardt
- Dale Earnhardt junior (* 1974), NASCAR-Rennfahrer, Sohn von Dale Earnhardt
- Kelley Earnhardt Miller (* 1972), NASCAR-Team-Miteigentümerin, Tochter von Dale Earnhard
- Bobby Dale Earnhardt (* 1987), NASCAR-Rennfahrer, ältester Sohn von Kerry Earnhardt und ältester Enkel von Dale Earnhardt
- Jeffrey Earnhardt (* 1989), NASCAR-Rennfahrer, Sohn von Kerry Earnhardt, Bruder von Bobby Dale Earnhardt und Enkel von Dale Earnhardt

### Weitere Persönlichkeiten
- George Clinton (* 1941), Musiker
- Eddie Mills (* 1972), Schauspieler
- Christopher Sembroski (* 1979), Datentechniker und Astronaut
- Britt Nicole (* 1984), Rocksängerin